# Robert Neumann
Robert Neumann (Bécs, 1897. május 22. – München, 1975. január 3.) osztrák író, újságíró.

## Élete

### Családja
Zsidó polgári családban született. Édesapja Samuel Neumann, matematikaprofesszor és az osztrák SZDP egyik alapítója volt, később a banki szférában helyezkedett el és az osztrák Staatsbank igazgatója lett. 1889-ben házasodott össze Josephinével, akitől három gyerekük született: Viola, Robert és Gertrud.

### Tanulóévei
Robert 1907/8-tól a Gymnasium Wasagasse tanulója volt, átlagos eredményekkel végzett. 1915 és 1919 között a Bécsi Egyetem-en (németül: Universität Wien) orvostudomány, kémia és egy évig germanisztika szakos hallgató volt. Az egyetemi évei alatt már érdeklődött az irodalom iránt. Testvérének, Violának köszönhetően, kapcsolatba került a korabeli irodalmárokkal, expresszionistákkal. Első próbálkozásként verseket, versdrámákat írt. 1919-ben megjelentek alkotásai a bécsi Leonhard-kiadó közreműködésével. A Gedichte című kötete kudarcot jelentett mind Robert mind a kiadó számára, hiszen nagyon kevés példányt tudtak eladni, és visszhangtalan maradt. Pár évvel később újra próbálkozott egy hasonló Zwanzig Gedichte című művel a kasseli Max Ahnert kiadónál, ahol ismét kevesen vették művét, és a kiadó is csődbe ment.
Tanulmányai után könyvelő, kereskedő és vállalkozó lett. Mikor csokoládégyára az inflációban tönkrement, felcsapott matróznak és világ körüli utazást tett.

### Magánélete
1920-ban feleségül vette a nála egy évvel idősebb Stefanie ("Stefie") Grünwaldot (1896–1975). A házasságból egy gyermek született, Heinrich. Három évvel később megalapította a Robert Neumann & Co Kommanditgesellschaft nevű cégét. Mikor a korábban már említett csokoládégyára az inflációban tönkrement, felcsapott matróznak és világ körüli utazást tett. Ebben az időben Robert feleségének kellett anyagilag a családról gondoskodnia.

## Munkássága
Az igazi irodalmi sikert 1927-ben a Mit fremden Federn című műve hozta meg neki. A következő években igazán pozitív időszakot élt meg az írás terén, regényeket, színdarabokat és paródiát írt. Unter falscher Flagge ('Hamis zászló alatt', 1932) c. közreadott kitűnő irodalmi paródiája azonban egy csapásra ismertté tették nevét. A 30-as évektől elismert német íróvá vált. Írói munkássága mellett előadásokat tartott, irodalomkritikákat írt a Das literarische Echo és Die literarische Welt folyóiratoknak. Zsidó származása és baloldali állásfoglalása miatt műveit 1933-ban elégették.

## Angliában töltött évei
1934-ben Angliába emigrált és részben angolul írt. 1936-ban megírta Abdul the Damned című brit film forgatókönyvét, melynek főszereplője Fritz Kortner volt. Pár évvel később megpróbált brit állampolgárságot szerezni, de csak 1947-ben kapta azt meg. Az emigrációban történelmi regényeket is írt, legismertebb a Der Favorit der Königin (1935: Zsigmondi Gy., A királyné kegyence, 1973) c. műve. Eine Frau hat geschrien (Egy asszony kiáltott, 1938) című regényének témája Kossuth és Rózsa Sándor szembesítése a magyar szabadságharcban.

## Háború utáni évei
A második világháború után Svájcba költözött, a Nemzetközi PEN Club alelnöke volt. A háború utáni idők problematikáját sokoldalúbban és élesebben jelenítette meg, mint a Gruppe 47, melytől balra állt és ezért elhatárolta magát. Dezilluzionáló, szatirikus, olykor erősen cinikus, a bűnügyi regény hatásmechanizmusát és tudatosan pongyola nyelvet alkalmazó, erotikusán túlfűtött művészetével a stíluskísérletek szempontjából is külön utakon járt. Paródiáival, de publicisztikájával és dokumentumköteteivel is (pl. Hitler. Aufstieg und Untergang des Dritten Reiches, 'Hitler. A Harmadik Birodalom felemelkedése és bukása', 1961) mindvégig harcolt a fasizmus ellen. Legjobb művei korunk jelentős polgári humanistái közé emelik.
1959 és 1974 között regényeket írt, újságíróként és irodalomkritikusként kereste kenyerét. A Konkret, Die Zeit, Pardon, Die Deutsche Zeitung-al állt kapcsolatban. Alkalmanként a Spiegel-ben és Sternben is publikált.

## Halála
Robert Neumann egész életében betegeskedett. 1974-ben rákot diagnosztizáltak nála, amely gyógyíthatatlan volt.
1975-ben meghalt, temetése a müncheni Haidhausen temetőben volt.

## Művei (válogatás)
- Gedichte (1919)
- Zwanzig Gedichte (1923)
- Die Pest von Lianora (1927)
- Eine Frau hat geschrien (1938, Zürich)
- Children of Vienna (1946, E.P. Dutton) (Bécsi gyerekek, ford. Kósa János, Budapest, 1947)
- Der Favorit der Königin (1953) (A királyné kegyence, ford. Zsigmond Gyula, Bp., 1973)
- Olympia (1961, Wien-München-Basel) (Olympia, ford. Devecseriné Guthi E., Bp., 1964)
- Ein leichtes Leben(1975, Berlin)
- Ein unmöglicher Sohn (1972, München)
- 2x2 = 5 (1974, Bécs)

## Magyarul
- Bécsi gyerekek. Regény; ford. Kósa János; Új Idők, Bp., 1947 (A világirodalom dekameronja)
- Olympia. Regény; ford. Devecseriné Guthi Erzsébet; Európa, Bp., 1964
- A királyné kegyence; ford. Zsigmond Gyula; Európa, Bp., 1973 (Századok, emberek)